# The Doors Collection - Collector's Edition
The Doors Collection è un Cofanetto composto da 3 VHS precedentemente pubblicate, rispettivamente nel 1985, 1987, 1991.
Il primo comprende una collezione di esibizioni dal vivo e televisive, videoclip promozionali e rari filmati girati dietro le quinte.
Il secondo raccoglie il filmato del concerto dei all'Hollywood Bowl di Los Angeles nel 1968, durante il weekend del 4 luglio.
Il terzo, invece, è un video storico dell'ultima apparizione televisiva trasmessa dalla PBS, alla vigilia del famigerato concerto di Miami del '69 conclusosi con l'arresto di Jim Morrison e con la cancellazione dell'intero tour.
Negli Stati Uniti è stato ripubblicato in DVD nel 1999, con l'aggiunta di Extra.

## The Doors: Dance On Fire -Classic Performances & Greatest Hits
1. Break on Through (To the Other Side)
2. People Are Strange
3. Light My Fire
4. Wild Child
5. L.A. Woman
6. The Unknown Soldier
7. Roadhouse Blues
8. The WASP (Texas Radio and the Big Beat)
9. Love Me Two Times
10. Touch Me
11. Horse Latitudes
12. Moonlight Drive
13. The End
14. The Crystal Ship
15. Adagio
16. Riders on the Storm

## The Doors: Live At The Hollywood Bowl
1. When the Music's Over
2. Alabama Song
3. Back Door Man
4. Five to One
5. Moonlight Drive
6. Horse Latitudes
7. From Celebration Of The Lizard: A Little Game & The Hill Dwellers
8. Spanish Caravan
9. Light My Fire (Extended Version)
10. The Unknown Soldier
11. The End

## The Doors: The Soft Parade -A Retrospective
1. The Changeling
2. Wishful Sinful
3. Wild Child
4. Build Me A Woman
5. The Unknown Soldier
6. The Soft Parade
7. Hello, I Love You

## Bonus Materials
1. Exclusive audio commentary with Ray Manzarek, John Densmore and Robby Krieger
2. Ray Manzarek's UCLA student films "Evergreen" (1964) and "Induction" (1965). Includes glimpses of Jim Morrison in his very first screen appearance from pre-Doors UCLA days.
3. John Densmore provides an emotional recollection of Jim Morrison in an excerpt from his successful one-man play based on his best-selling book "Riders On The Storm."
4. Robby Krieger plays a jazz instrumental adaptation of "The End" with Arthur Barrow on bass and Bruce Gary on percussion.
5. Famous rock photographer Henry Diltz narrates thirty stills he shot in 1968 for the Morrison Hotel album, accompanied by Manzarek playing a stirring version of "Love Street."
6. Doors collector Kerry Humpherys presents a rare glimpse of over 100 collectibles and Doors personal artifacts, from rare international singles, vintage sheet music, promotional posters, and the first editions of Morrison's legendary books.

## Formazione
- Jim Morrison – voce
- Ray Manzarek – organo, pianoforte, tastiera, basso
- John Densmore – batteria
- Robby Krieger – chitarra